# Amit Ebo
Amit Ebo (in ebraico עמית עבו‎?; Kfar Saba, 6 ottobre 1999) è un cestista israeliano.

## Palmarès
- Coppa di Lega israeliana: 1

Maccabi Rishon LeZion: 2018
- FIBA Europe Cup: 1

Ironi Nes Ziona: 2020-21